# Association internationale des maires francophones
L'Association internationale des maires francophones (AIMF) est créée en 1979, avec 20 villes fondatrices, à l'initiative des maires de Paris, Jacques Chirac, et de Québec, Jean Pelletier. Elle est à la fois un forum  de concertation entre les maires et un réseau de coopération qui appuie les programmes innovants et impactants portés et mis en œuvre par les villes. 
Présidée par la maire de Paris, Anne Hidalgo, l'AIMF a pour Secrétaire général le ministre-gouverneur du district autonome d'Abidjan, Robert Beugré Mambé.

## Objectifs
L'AIMF rassemble et établit des liens entre les maires et responsables des capitales et métropoles francophones. Elle a pour but de faciliter la réalisation de projets, l'échange de pratiques et de connaissances, en fournissant une tribune internationale aux villes francophones.

## Gouvernance
La gouvernance de l'AIMF est assurée par un Bureau élu pour deux ans, représentatif de la diversité des membres de l’association, où siègent les Maires en titre de 29 capitales et métropoles.
- Présidente (depuis 2014) : Mme Anne HIDALGO, Maire de Paris
- Vice-Président-Secrétaire général : M. Robert BEUGRE MAMBE, Ministre-Gouverneur du District d’Abidjan
- Vice-Président-Trésorier : M. Willy DEMEYER, Bourgmestre de Liège
- Vice-Présidents : M. Gentiny NGOBILA MBAKA, Gouverneur de Kinshasa ; Mme Lydie POLFER, Bourgmestre de Luxembourg ; Mme Fatimetou ABDEL MALICK, Présidente du Conseil régional de Nouakchott, Présidente de CGLUA ; M. Bruno MARCHAND, Maire de Québec

La présidence de l'association a été précédemment assurée par les :
- 1979-1995 : Jacques Chirac, puis président d'honneur à partir de 1995 ;
- 1995-2001 : Jean Tiberi ;
- 2001-2014 : Bertrand Delanoë, puis président d'honneur à partir de 2014 ;

## Activités
Les missions de l'AIMF sont les suivantes : 
▪️ Affirmer les villes comme une force de dialogue et de coopération à l’international, en faisant vivre une communauté riche de sa diversité et en soutenant sa coopération décentralisée dans la durée.
▪️ Faire valoir le rôle des villes et des Maires pour répondre aux grands défis mondiaux, à travers une communication qui valorise le pouvoir de transformation des autorités locales, et des plaidoyers portés du national à l’international. 
▪️ Nourrir une réflexion collective et de haut niveau sur le développement urbain et la gouvernance locale pour construire des villes durables, inclusives, solidaires. 
▪️ Fédérer les énergies pour appuyer les projets portés et mis en œuvre par les municipalités, au bénéfice direct des populations. 
L'AIMF est l'opérateur de l'Organisation internationale de la francophonie (OIF) pour la coopération décentralisée. 

## Membres
En 2023, l'AIMF compte 325 capitales, métropoles et associations de villes membres, issues de 54 pays.
(a) = associé.
| Pays                             | Villes |
| Albanie                          | Tirana |
| Algérie                          | Alger(a) ; Oran(a) |
| Andorre                          | Association des communes d'Andorre |
| Arménie                          | Association des communes d'Arménie ; Erevan |
| Belgique                         | Bruxelles ; Liège ; Namur ; Union des Villes et Communes de Wallonie ; Woluwe-Saint-Lambert |
| Bénin                            | Abomey ; Association des communes de l'Atlantique et du Littoral ; Association des communes du Mono et du Couffo ; Association nationale des communes du Bénin ; Bohicon ; Communauté de Communes de l'Ouémé ; Cotonou ; Covè ; Groupement intercommunal du Mono ; Lokossa ; Nikki ; Ouidah ; Parakou ; Porto-Novo ; Union des communes du Zou ; Zogbodomey |
| Bosnie-Herzégovine               | Banja Luka(a) |
| Brésil                           | Ouro Preto |
| Bulgarie                         | Blagoevgrad ; Sofia |
| Burkina Faso                     | Association des municipalités du Burkina Faso (AMBF) ; Banfora ; Bobo-Dioulasso ; Dédougou ; Dori ; Koudougou ; Manga ; Ouagadougou ; Ouahigouya ; Tenkodogo ; Yako |
| Burundi                          | Association burundaise des élus locaux ; Bujumbura ; Gitega ; Ngozi |
| Cambodge                         | Kampot ; Phnom Penh ; Province de Battambang ; Siem Reap ; Association nationale des conseils de la capitale et des provinces du Royaume du Cambodge |
| Cameroun                         | Bangangté ; Bertoua ; Communes et villes unies du Cameroun ; Douala ; Dschang ; Ebolowa ; Édéa ; Foumban ; Garoua ; Limbé ; Ngaoundéré ; Yaoundé ; Réseau des Maires du Cameroun pour l’économie sociale et solidaire (REMCESS) |
| Canada                           | Association francophone des municipalités du Nouveau-Brunswick ; Fédération canadienne des municipalités ; Longueuil ; Montréal ; Québec ; Saguenay ; Sherbrooke ; Union des municipalités du Québec |
| Cap-Vert                         | Praia ; São Vicente |
| République centrafricaine        | Bangui ; Bossangoa ; M'Baiki |
| Comores                          | Association nationale des maires comoriens ; Domoni ; Fomboni ; Moroni ; Mutsamudu ; Organisme public de l'Union des communes Bambao Ya Djou |
| République du Congo              | Association des Maires du Congo ; Brazzaville ; Dolisie ; Mossendjo ; Nkayi ; Ouesso ; Pointe-Noire |
| République démocratique du Congo | Association des villes et communes de la République démocratique du Congo ; Bandundu ; Bukavu ; Butembo ; Goma ; Kananga ; Kinshasa ; Kisangani ; Kolwezi ; Likasi(a) ; Lubumbashi ; Zongo |
| Côte d'Ivoire                    | Abengourou ; Abidjan ; Aboisso ; Assemblée des Régions et Districts de Côte-d'Ivoire ; Bouaké ; Daloa ; Gagnoa ; Grand-Bassam ; Korhogo ; Odienné(a) ; San-Pédro ; Union des villes et communes de Côte d'Ivoire ; Yamoussoukro |
| Djibouti                         | Ali Sabieh ; Conseil régional d'Arta ; Djibouti |
| Égypte                           | Alexandrie ; Le Caire ; Port-Saïd |
| États-Unis                       | Lafayette ; La Nouvelle-Orléans |
| France                           | Angoulême(a) ; Association des communes et collectivités d'Outre-Mer ; Association des maires ruraux de l'Oise ; Bordeaux ; Clichy(a) ; Communauté d'agglomération Grand Paris Sud(a) ; Bordeaux Métropole(a) ; Grasse(a) ; Lille ; Lyon ; Marseille ; Mérignac(a) ; Grand Nancy ; Nantes ; Nice ; Paris ; Poitiers(a) ; Rennes Métropole(a) ; Saint-Denis(a) ; Saint-Denis (La Réunion) ; Strasbourg ; Tours ; Fédération des festivals, carnavals et fêtes de France |
| Gabon                            | Franceville ; Lambaréné ; Libreville ; Oyem ; Port-Gentil |
| Géorgie                          | Tbilissi |
| Guinée                           | Association nationale des communes de Guinée ; Conakry ; Guéckédou ; Kindia ; Labé ; Mamou ; Pita ; Télimélé |
| Haïti                            | Cap-Haïtien ; Carrefour ; Pétion-Ville ; Port-au-Prince |
| Italie                           | Aoste |
| Kurdistan irakien                | Erbil |
| Liban                            | Baalbek ; Batroun ; Beyrouth ; Byblos ; Ghazir ; Jounieh ; Tyr ; Zahlé ; Communauté des communes de Dannieh |
| Libye                            | Tripoli |
| Luxembourg                       | Luxembourg |
| Macédoine                        | Skopje |
| Madagascar                       | Antananarivo ; Antsirabe ; Diégo-Suarez ; Association des maires de grandes villes de Madagascar ; Fianarantsoa ; Majunga ; Toamasina ; Toliara |
| Mali                             | Association des municipalités du Cercle de Yélimané ; Association des municipalités du Cercle de Bandiagara ; Association des municipalités du Mali ; Bamako ; Bandiagara ; Djenné ; Gao ; Kayes ; Mopti ; Ségou ; Sikasso ; Tombouctou |
| Maroc                            | Agadir ; Casablanca ; Chefchaouen ; Essaouira ; Fès ; Marrakech ; Meknès ; Rabat ; Tanger ; Témara |
| Maurice                          | Beau Bassin-Rose Hill ; Curepipe ; Port-Louis |
| Mauritanie                       | Akjoujt ; Association des maires de Mauritanie ; Atar ; Boghé(a) ; Boutilimit ; Kaédi ; Kiffa ; Nouadhibou ; Nouakchott ; R'Kiz ; Rachid-El Wahat(a) ; Rosso ; Tidjikdja ; Zouerate |
| Moldavie                         | Chișinău |
| Monaco                           | Monaco |
| Niger                            | Agadez ; Association des municipalités du Niger ; Birni N'Konni ; Diffa ; Dosso ; Gaya ; Maradi ; Niamey ; Tahoua ; Tillaberi ; Zinder |
| Roumanie                         | Association des municipalités de Roumanie ; Association des villes de Roumanie ; Bucarest |
| Rwanda                           | Kigali ; Rubavu ; District de Rusizi ; Nyanza |
| Sénégal                          | Association des maires du Sénégal ; Dakar ; Guédiawaye(a) ; Kaolack ; Kédougou ; Louga ; Nioro du Rip(a) ; Pikine ; Podor ; Saint-Louis ; Thiès ; Ziguinchor |
| Seychelles                       | Victoria |
| Suisse                           | Genève ; Lausanne ; Montreux ; Nyon ; Vernier |
| Tchad                            | Abéché ; Association nationale des Communes du Tchad ; Doba ; Moundou ; N'Djaména ; Sarh |
| Togo                             | Aného ; Atakpamé ; Dapaong ; Kara ; Kpalimé ; Lomé ; Notsé ; Sokodé ; Sotouboua ; Tsévié ; Faîtière des communes du Togo; Grand Lomé |
| Tunisie                          | Béja ; Bizerte ; Carthage ; Fédération nationale des villes tunisiennes ; Gafsa(a) ; Kasserine(a) ; Monastir ; Sfax ; Silianaa) ; Sousse ; Tunis |
| Uruguay                          | Montevideo |
| Vietnam                          | Can Tho ; Hanoï ; Hô Chi Minh-Ville ; Hué ; Pleiku |

## Assemblées générales
| Assemblée générale | Lieu                | Dates                  | Thème |
| 1re                | Québec              | 1er - 2 mai 1979       | Compte rendu de l'Assemblée constitutive |
| 2e                 | Rabat et Casablanca | 14 - 16 avril 1982     | Études des possibilités d'échanges entre les villes |
| 3e                 | Paris               | 15 - 17 juillet 1983   | Dialogue Nord-Sud : solidarité et coopération |
| 4e                 | Québec et Montréal  | 23 - 25 juillet 1984   | Modernisation de l'administration municipale |
| 5e                 | Kinshasa            | 18 - 20 juillet 1985   | La gestion des collectivités locales |
| 6e                 | Casablanca          | 4 - 6 octobre 1986     | La formation du personnel municipal |
| 7e                 | Brazzaville         | 23 - 25 juillet 1987   | La communication et l'information municipales |
| 8e                 | Lyon                | 21 - 23 juillet 1988   | La jeunesse, les sports et les loisirs |
| 9e                 | Libreville          | 28 - 29 juillet 1989   | Les crédits municipaux |
| 10e                | Tunis               | 18 - 19 juillet 1990   | La ville de l'an 2000 |
| 11e                | Bordeaux            | 18 - 19 juillet 1991   | Le développement urbain et les finances |
| 12e                | Montréal            | 16- 17 juillet 1992    | Les ressources humaines et la formation |
| 13e                | Port-Louis          | 1er - 2 juillet 1993   | Le patrimoine des villes |
| 14e                | Casablanca          | 9- 10 juillet 1994     | La ville acteur du développement économique |
| 15e                | Aoste               | 6 - 8 juillet 1995     | La ville acteur du développement culturel |
| 16e                | Brazzaville         | 17 - 19 juillet 1996   | Organisation des services municipaux |
| 17e                | Bruxelles           | 17 - 18 juillet 1997   | Francophonie et développement |
| 18e                | Beyrouth            | 30 mai - 1er juin 1998 | Réhabilitation du centre des villes |
| 19e                | Québec              | 2 - 3 septembre 1999   | La jeunesse et la ville |
| 20e                | Paris               | 15 - 16 juin 2000      | Coopération de proximité et cohésion sociale |
| 21e                | Casablanca          | 23 - 25 octobre 2001   | Villes, diversités linguistiques et culturelles |
| 22e                | Beyrouth            | 16 - 18 octobre 2002   | Villes, émigration et immigration : enjeux économiques et culturels |
| 23e                | Dakar               | 22 - 24 octobre 2003   | Le maire médiateur |
| 24e                | Ouagadougou         | 23 - 25 novembre 2004  | Villes dans le développement durable et la solidarité: leur rôle et leurs moyens                                                                                               |
| 25e                | Antananarivo        | 25 - 27 novembre 2005  | Villes et microfinance |
| 26e                | Bucarest            | 26 - 27 septembre 2006 | Ville et éducation citoyenne |
| 27e                | Hué                 | 24 - 26 octobre 2007   | Villes, patrimoine et développement local |
| 28e                | Québec              | 15 - 16 octobre 2008   | Villes et finances municipales |
| 29e                | Paris               | 1er - 3 octobre 2009   | Villes et dialogue des cultures |
| 30e                | Lausanne            | 20 - 21 octobre 2010   | Collaboration des villes et des universités au service du développement local                                                                                                  |
| 31e                | Erevan              | 25 - 26 octobre 2011   | Renforcer la cohésion des territoires : un impératif au service de la bonne gouvernance locale                                                                                 |
| 32e                | Abidjan             | 26 - 28 novembre 2012  | Villes, dialogue interculturel et paix |
| 33e                | Paris               | 14 - 16 novembre 2013  | Les élus locaux francophones : leur action en faveur de l'économie sociale et solidaire                                                                                        |
| 34e                | Kinshasa            | 3 - 6 novembre 2014    | Villes et migrations internationales ; Dialogue, Autorités locales, Union européenne et autres partenaires internationaux ; Villes en lutte contre les changements climatiques |
| 35e                | Tunis               | 7 - 9 octobre 2015     | L’innovation, une réponse au défi d’un monde plus urbain |
| 36e                | Beyrouth            | 28 - 30 septembre 2016 | La ville du vivre ensemble |
| 37e                | Montréal            | 19 - 22 juin 2017      | Les femmes et leur mobilisation en réseau |
| 38e                | Lille               | 5 - 7 novembre 2018    | Villes et sport au service du développement et du mieux vivre ensemble |
| 39e                | Phnom Penh          | 2 - 4 décembre 2019    | La ville résiliente : penser les défis de la reconstruction urbaine |
| 40e                | Tunis               | 9 - 10 décembre 2020   | Construire la gouvernance des villes de demain |
| 41e                | Kigali              | 18 - 22 juillet 2021   | Le maire et la société civile |
| 42e                | Abidjan             | 28 - 2 juillet 2022    | |
| 43e                | Cotonou             | 11 - 14 octobre 2023   | |
| 44e                | Lausanne            | 22 - 24 mai 2024       | |